# تاريخ مصر في عهد المماليك
تاريخ مصر في عهد المماليك هي الفترة الزمنية من عام 1250 إلى عام 1517 والتي كانت فيها مصر تحت حكم المماليك. يمكن تقسيم هذه الفترة الزمنية الممتدة على مدى 200 عام تقريبا إلى فترتين شهدت كل واحدة منها قيام دولة للمماليك. الفترة الأولى والتي امتدت من عام (1250-1382 م) شهدت قيام دولة المماليك الأولى أو دولة المماليك البحرية ومؤسسها هو عز الدين أيبك، أما الفترة الثانية والتي كانت من عام (1382-1517) فقد شهدت قيام دولة المماليك الثانية أو ما تسمى بـ دولة المماليك البرجية (أو الجركسية) ومؤسسها هو الظاهر برقوق العثماني الجركسي والتي ظلت تحكم مصر حتى سقوطها ونهايتها وانتقال الخلافة منها إلى العثمانيين.

## تاريخ المماليك
تُعرف دولة المماليك بكثرة الولاة والسلاطين الذين حكموها وبقصر فترة حكمهم. فعلى سبيل المثال حكم دولة المماليك الأولى (المماليك البحرية) التي استمرت 144 سنة 29 سلطانا. وذلك يعني أن متوسط حكم السلطان لم يكن يتعدى خمس سنوات. وإن كان بعضهم قد حكم فترات طويلة، فإن الكثير منهم قد حكم عامًا أو عامين فقط. كما تشتهر دولة المماليك بكثرة الانقلابات والاضطرابات العسكرية، فقد قتل من السلاطين التسعة والعشرون عشرة، وخُلع اثنا عشر! وهكذا كانت القوَّة والسلاح هي وسيلة التغيير الرئيسية للسلاطين.
خلال عصر الدولة المملوكية، الذي استمرت من عام (1250م-1517م)، حكمها نحو 55 سلطانًا انتهى حكم أكثر من 35 منهم بانقلابات، وانتهت حياة أكثر من 20 منهم بين القتل اغتيالًا أو إعدامًا أو بميتة شابتها شبهة اغتيال.
حكم المماليك مصر لمدة قرنين ونصف تقريباً محققين إنجازات عسكرية مهمة بمقابل الكثير من الإخفاقات الاقتصادية والاجتماعية والسياسية وخلفوا من ورائهم كثير من الآثار شاهدة على تقدم فنون البناء والعمارة والزخرفة في عصرهم، وعلى كم البذخ المادى والفساد الذي أطاح بدولتهم في نهاية الأمر. تحسب لهم العديد من الإنجازات المشرقة في تاريخ أمة الإسلام منها: وقوفهم سدًا منيعًا لصد قوتين من قوى الشر التي حاولت هدم صرح الإسلام، وهما التتار والصليبيون، وكان للمماليك جهاد مستمر ضد هاتين القوتين، وعلى مراحل مختلفة، وظلت دولة المماليك تحمل راية الإسلام في الأرض قرابة ثلاثة قرون.

## دولة المماليك الأولى
دولة المماليك البحرية (1250-1382)
يرجع تاريخ دولة المماليك البحرية إلى مؤسسها السلطان نجم الدين أيوب الذي أتى بالمماليك وبنى لهم قلعة بجزيرة الروضة عام 638 هـ، وتنقسم دولة المماليك البحرية إلى أسرتين وهما أسرة الظاهر بيبرس البندقداري الذي حكم مصر مدة 17عاما ويعتبر هو المؤسس الحقيقي لدولتهم، حيث قام بالعديد من التعديلات الإدارية ومنها إعادة إحياء الخلافة العباسية ونقل مقرها إلى القاهرة عام 658هـ، وأسرة المنصور قلاوون حيث يعتبر حكم الناصر محمد بن قلاوون الذي قارب على نصف قرن من الحكم أزهى عصور المماليك البحرية وقد تعاقب على حكم مصر بعد الناصر محمد العديد من الحكام وكانوا غالبيتهم صغار السن فيتحكم بهم قادة الجيش (الأتابكة) وظل الحال كذلك إلى أن ظهر الأمير برقوق مؤسس دولة المماليك الجراكسة (البرجية).

## دولة المماليك الثانية
دولة المماليك البرجية (1382-1517)
تأسست دولة المماليك البرجية (أو الجركسية) على يد سيف الدين برقوق. وتعود جذورهم إلى عهد المنصور قلاوون، الذي استعان بهم كثيرا في جيشه. وكانت هذه الفرقة مواليه له عندما أصبح جنرال عسكري، أصبح أحد هؤلاء المماليك الشركسيين (وهو برقوق) أحد أهم وأقوى رجال الدولة. ويمثل وصوله إلى الحكم بداية السلالة المملوكية البرجية. شهدت مصر تقدماً معمارياً وفنياً خلال هذا العصر على الرغم من أنها كانت فترة غير مستقرة. حكمت دولة المماليك البرجية مصر لمدة 135 سنة تقريباً من خلال 23 من السلاطين بالتناوب. وانتهت مملكتهم بهزيمة السلطان طومان باي.